# Bund polnischer Kommunisten Proletariat
Der Bund polnischer Kommunisten „Proletariat“ (poln. Związek Komunistów Polskich Proletariat) war eine 1990 in Polen gegründete politische Partei. Sie stand in der Tradition der bis 1989 regierenden Polnischen Vereinigten Arbeiterpartei und wurde 2002 verboten.

## Geschichte
Der Bund polnischer Kommunisten „Proletariat“ wurde im Jahr 1990 in Dąbrowa Górnicza gegründet, wo auch der Sitz der Partei war. Der offiziellen Registrierung am 28. August 1990 ging ein Initiativtreffen polnischer Kommunisten in Katowice am 7. Juli 1990 voraus. Der Bund war von 1991 bis 1996 Teil des Bundes der Demokratischen Linken.

## Programmatik
Die Partei setzte sich anknüpfend an die Tradition der PVAP für eine sozialistische Revolution mit dem darauf folgenden Aufbau einer Volksdemokratie ein. Dafür sollte ein breites Bündnis aller gegen die in Polen vor sich gehenden wirtschaftlichen und politischen Reformen seit 1990 aufgebaut werden.

## Verbot und Auflösung
Im Jahr 2002 befand das Warschauer Landgericht, dass die Partei nach Artikel 13 der polnischen Verfassung („Verboten ist das Bestehen politischer Parteien und anderer Organisationen, die sich in ihren Programmen auf die totalitären Methoden und - Praktiken des Nazismus, Faschismus und Kommunismus berufen.“) aufzulösen sei. Die Nachfolgepartei des Bundes polnischer Kommunisten „Proletariat“ ist die im Jahr der Auflösung des Bundes gegründete Kommunistische Partei Polens.